# Manassès Ier de Guînes
Pour les articles homonymes, voir Manassé.
Manassès Ier, né vers 1075 et mort le 18 décembre 1137), dit Robert en raison de son parrain Robert le Frison qui le tint sur les fonts baptismaux, fils de Baudouin Ier de Guînes et d'Adèle Chrétienne de Hollande, est comte de Guînes de 1091 à 1137.

## Biographie
La mémoire de Manassès Ier de Guînes est conservée dans différents documents, chartes, livres, fondations liées à sa piété.
Héritier des vertus de son père dont il est le fils aîné et auquel il succède, il se rendit célèbre en France, en Flandre, en Angleterre et en Normandie.
Il fréquente la cour du roi d'Angleterre et y connaît sa future épouse.
À la prière de celle-ci, il leva les lois imposées par Raoul, soit la Colvékerlie ou Massuerie qui interdisait le port d'armes aux paysans autres que celle des massues ainsi que la captation qui imposait d'un denier annuel chaque individu sans distinction d'âge, de sexe ou de condition, et de quatre deniers pour les noces et funérailles. En échange de quelques terres, il imposa au seigneur de Ham, son vassal, qui avait reçu en fief cette servitude, d'en faire autant.
En 1097, il confirme les biens et privilèges de l'abbaye Saint-Médard d'Andres, fondée par son père, et les augmente de quelques donations. Cette charte est établie en présence de plusieurs vassaux. Plus tard, du consentement de sa femme Emma et de sa fille Sybille, il garantit en même temps toutes les terres que ses vassaux et sujets avaient données ou vendues à l'abbaye.
Il fut en guerre contre Arnoul II, seigneur d'Ardres, pour les mêmes raisons que leurs pères, mais sans succès. Réconciliés, ils firent ensemble le voyage de la Terre-Sainte en 1096.
En 1109, il conclut un accord avec Lambert, abbé de l'abbaye Saint-Bertin de Saint-Omer, au sujet du cens annuel que le comte doit à l'abbé pour une forêt située à Guînes. Dans l'accord, on réserve à l'abbé le droit de prendre dans la forêt tout le bois nécessaire à la construction ou l'entretien des différents bâtiments.
En 1117, imitant l'exemple de son père, il crée avec son épouse, Emma d'Arques, sur un de leurs terrains, l'abbaye Saint-Léonard de Guînes pour des religieuses bénédictines, dans les faubourgs de Guînes, monastère qui est totalement détruit par les guerres. En 1124, la comtesse de Guînes se porte caution pour les religieuses de l'abbaye qui devaient sept marcs d'argent aux chanoines de Thérouanne pour la possession de leur autel de Guînes.
En 1120, Manassès et sa femme Emma donnent plusieurs églises et plusieurs dîmes au monastère. Ils vont encourager leurs vassaux à doter l'abbaye comme leurs prédécesseurs ont fait pour l'abbaye Saint-Médard d'Andres et ils donnent encore au monastère plusieurs chapelles et des dîmes (sur les fromages, pommes, laine, troupeaux) sur des biens qu'ils possèdent en Angleterre, dans le diocèse de Cantorbury, ainsi que d'autres redevances. Guillaume de Corbeil, archevêque de Cantorbury, et Henry son archidiacre consentent peu après à ce don. Plusieurs vassaux sont présents lors de l'envoi de ces lettres, dont Baudouin d'Osterwic, connétable du comté de Guînes.
La seigneurie d'Escalles relevait à l'époque de l'abbaye Saint-Bertin de Saint-Omer. Les habitants d'Escalles devaient à Manassès diverses servitudes comme la construction d'ouvrages en son château de Guînes. En 1124, Lambert, abbé de Saint-Bertin, demande à Manassès qu'il soit mis fin à ces obligations. Après consultation de son épouse et de ses barons, le comte y consent contre la promesse qu'en cas de guerre, les habitants d'Escalles lui apporteront leur aide.
En 1127, par lettres passées en son château de Tournehem, Manassès donne encore son accord à une autre demande de l'abbaye de Saint-Bertin, en la personne de Jean II de Furnes, abbé ayant succédé à Lambert : il fait cession à l'abbaye du droit vicomtier que Guy d'Alembon (seigneurs d'Alembon) prétendait imposer aux gens de l'abbaye demeurant dans les villages d'Audenfort, Clerques, Sanghen et de Hauteclocque. Plusieurs de ses vassaux assistent à cette décision.
La même année, Guillaume de Normandie (Guillaume Cliton), éphémère comte de Flandre, donne une charte où il confirme les lois et coutumes de la ville de Saint-Omer. Manassès fait partie des personnes présentes ayant juré d'observer cette charte, de même qu'Arnould de Gand, fils aîné de Wenemar, châtelain de Gand, futur Arnould Ier de Guînes,  son neveu.
Arnould de Gand convoite le comté de Guînes bien que Manassès ait une héritière légitime en la personne de sa fille Sibylle de Guînes. Arnnould rassemble des chevaliers de son sang et de son lignage et vient demander à son oncle de lui donner un fief pour maintenir son rang et pour l'avancement de son honneur. Manassès parait avoir apprécié la vigueur et l'audace de son neveu, qui semblait présenter les caractères nécessaires pour assurer l'avenir du comté de Guînes, en particulier avec des vassaux aussi remuants que les seigneurs d'Ardres, dans l'hypothèse où sa fille n'aurait pas de descendance assurée. Il donne donc à Arnould la ville et seigneurie de Tournehem.
En 1129, Manassès et sa femme Emma cèdent à l'abbaye de Saint-Bertin le monastère de Saint-Léonard de Guînes fondé par eux, à charge pour l'abbaye de l'administrer d'après les règles des religieuses de Marcigny (Prieuré de la Sainte-Trinité de Marcigny-lès-Nonnains, bénédictines).
En 1136, Manassès donne des biens à l'abbaye Saint-Léonard de Guînes, avec le consentement d'Arnould de Gand, son neveu.
En 1137, infirme depuis plusieurs années, il se fait porter à l'abbaye d'Andres, dont il a fait reconstruire l'église atteinte par la foudre et complètement brûlée, où il meurt quelques jours après être devenu moine. Il est enterré dans la nef de l'église.
Emma, sa femme, se retire au couvent de Saint-Léonard, où elle meurt en tant que religieuse.
Manassès était d'une taille gigantesque et d'une force proportionnée à sa taille.

## Mariage et enfants
Par l'entremise de Guillaume le Roux, roi d'Angleterre, Il épouse Emma d'Arques (° v. 1080 † apr. 1140), fille de Guillaume d'Arques, vicomte normand, héritière des biens de son père en Angleterre, veuve de Nigel de Monville, qui gardait pour Emma le château de Folkestone, dont il eut :
- Sibylle de Guînes dite Rose (° v. 1110 † av. 1137) qui se maria à Henri, châtelain de Bourbourg, fils de Demar ou Themar assassiné le 2 mars 1127 avec Charles le Bon, comte de Flandre, dans l’église St-Donatien de Bruges pendant la messe du mercredi des Cendres ;
- Ade de Guînes († av. 1127), mariée à Pierre II de Maule, dit le Jeune, seigneur de Maule, fils d'Arnould II, seigneur de Maule, et d'Odeline Mauvoisin, sans postérité[13].

Il a une fille naturelle, née d'une femme originaire de Guînes :
- Adélaïde ou Ardécis, ou Adelis de Guînes (° v. 1120), mariée avec Eustache de Ballinghen, elle a cinq fils et une fille. Veuve, elle se remarie avec Daniel, frère de Siger II, châtelain de Gand.

## Sources
- L'art de vérifier les dates des faits historiques, des chartes, des chroniques et autres anciens… par Maur-François Dantine, Charles Clémencet, Saint-Allais (Nicolas Viton), Ursin Durand, François Clément.
- André Du Chesne, Histoire généalogique des maisons de Guines, d'Ardres, de Gand et de Coucy et de quelques autres familles illustres, Paris, 1632 (lire en ligne).
- Alphonse Wauters, Table chronologique des chartes et diplômes imprimés concernant l'histoire de la Belgique : 1101-1190, t. II, Bruxelles, F. Hayez, 1868.
- Alphonse Wauters, Table chronologique des chartes et diplômes imprimés concernant l'histoire de la Belgique, t. VII, 1e partie, Bruxelles, F. Hayez, 1885.
- Alphonse Wauters, Table chronologique des chartes et diplômes imprimés concernant l'histoire de la Belgique, t. VII, 2e partie, Bruxelles, F. Hayez, 1889.
- Jean François Nieus, « Les conflits familiaux et leur traitement dans l'"Historia comitum Ghisnensium" de Lambert d'Ardres », sur academia.edu.